# George Osborne (8e duc de Leeds)
George Godolphin Osborne, 8e duc de Leeds (16 juillet 1802 - 8 août 1872) est un homme politique et pair britannique.

## Biographie

### Vie privée
Il est le fils aîné de Francis Osborne, 1er baron Godolphin et son épouse Elizabeth Eden, fille de William Eden, 1er baron Auckland.

### Vie publique
En 1832, son père est créé baron Godolphin. À la mort du 1er baron Godolphin en 1850, George succède à son père et devient le 2e baron Godolphin. Neuf ans plus tard, Francis D'Arcy-Osborne, 7e duc de Leeds, cousin de George, meurt, il hérite donc également du duché de Leeds. 
La baronnie Godolphin et le duché restent unis jusqu'à la mort du dernier duc de Leeds en 1964, date à laquelle les deux titres disparaissent.

## Famille
Il épouse, le 21 octobre 1824 à l'ambassade du Royaume-Uni au Pays-Bas, Harriet Arundel Stewart (1800-1852), fille illégitime de Granville Leveson-Gower, 1er comte Granville et de Henrietta Frances Spencer (en). Ils ont huit enfants.
- George Osborne, 9e duc de Leeds (11 août 1828 - 23 décembre 1895) épouse Frances Georgiana Pitt-Rivers (26 décembre 1836 - 26 octobre 1896), dont descendance ;
- Francis George Godolphin Osborne (6 avril 1830 - 6 mars 1907) épouse Matilda Katharine Rich (1834 - 19 janvier 1914), dont descendance ;
- Susan Georgina Godolphin Osborne (6 avril 1830 - 14 novembre 1903) épouse Henry John Milbank (22 juin 1824 - 4 juin 1872), dont descendance ;
- D'Arcy Godolphin Osborne (14 juin 1834 - 20 mars 1895) épouse Annie Allhusen (1839 - 9 février 1935), sans descendance ;
- William Godolphin Osborne (28 août 1835 - 28 décembre 1888) épouse Mary Catherine Headley (? - 1920), dont descendance ;
- Emma Charlotte Godolphin Osborne (1837 - 24 mai 1906), célibataire, sans enfants ;
- Emma Charlotte Godolphin Osborne (1838 - 25 mars 1914), célibataire, sans enfants ;
- Blanche Godolphin Osborne (1er janvier 1842 - 13 février 1917) épouse Charles Henry Morris (27 février 1824 - 12 octobre 1887), dont descendance.

Le 8e duc de Leeds est enterré dans la chapelle de la famille Osborne à l'église All Hallows, à Harthill, dans le Yorkshire du Sud.